# Cieśnina Makasarska
Cieśnina Makasarska (Cieśnina Makasar, indonez. Selat Makassar) – cieśnina na obszarze Indonezji pomiędzy wschodnim wybrzeżem wyspy Borneo a zachodnim wybrzeżem wyspy Celebes, łącząca Morze Celebes i Jawajskie. Cieśnina ma długość 710 km, szerokość 120–300 km, a głębokość maksymalna wynosi 3392 m p.p.m. Ważniejsze porty nad Cieśniną Makasarską: Balikpapan, Makasar.
Temperatura wód powierzchniowych oscyluje około 28 °C, a zasolenie pomiędzy 32‰ w zimie a 34‰ latem.